# Soumy
Pour les articles homonymes, voir Soumy (homonymie).
Pour le plasticien palestinien, voir Nasser Soumi.
Soumy (en ukrainien : Суми ; en russe : Сумы) est une ville du nord-est de l'Ukraine et la capitale administrative de l'oblast de Soumy. Sa population s'élève à 256 474 habitants en 2022.

## Géographie
Soumy est arrosée par la rivière Psel, pittoresque affluent gauche du Dniepr, où les citadins aiment se baigner. Elle est située à 30 km de la frontière russe, à 130 km au sud-ouest de Koursk (Russie), à 140 km au nord-ouest de Kharkiv et à 306 km à l'est de Kiev.

## Histoire

### Origine
Soumy a été fondée en 1652 comme une forteresse cosaque destinée à protéger l'Ukraine slobodienne des attaques des Tatars de Crimée. Leurs attaques cessèrent et ce territoire fut annexé par l'Empire russe.
Soumy se transforma progressivement en un centre économique important avec l'ouverture de sa gare en 1878.

### Seconde Guerre mondiale
Pendant la Seconde Guerre mondiale, la ville fut occupée par l'Allemagne nazie du 10 octobre 1941 au 2 septembre 1943. Elle fut libérée par les troupes du front de Voronej de l'Armée rouge. La ville, qui avait subi d'importantes destructions fut reconstruite.

### XXIesiècle
Le 24 février 2022 au premier jour de l'invasion russe de l'Ukraine en 2022, Soumy a été attaquée par les forces russes. Le 4 avril, les forces armées russes se retirent de l’oblast de Soumy.
En décembre 2023, le poste-frontière de Soumy est le seul corridor d’accès terrestre encore ouvert entre la Russie et l’Ukraine en guerre. Il bénéficie d’une trêve informelle, et ne fonctionne que dans un seul sens, ne pouvant être emprunté que par des Ukrainiens, qui arrivent en majorité des territoires occupés. La Russie et l'Ukraine l’utilisent aussi comme zone d’échange des prisonniers de guerre et des corps de soldats tués.

## Population

### Démographie
Recensements (*) ou estimations de la population :
| 1850   | 1873   | 1897*  | 1913   | 1923*  | 1926*  | 1939*  |
| ------ | ------ | ------ | ------ | ------ | ------ | ------ |
| 11 500 | 26 400 | 27 564 | 50 400 | 36 419 | 43 814 | 63 976 |

| 1959*  | 1970*   | 1979*   | 1989*   | 2001*   | 2013    | 2014    |
| ------ | ------- | ------- | ------- | ------- | ------- | ------- |
| 98 015 | 159 168 | 231 558 | 291 264 | 293 264 | 269 177 | 268 874 |

| 2015    | 2016    | 2017    | 2018    | 2019    | 2021    | 2022    |
| ------- | ------- | ------- | ------- | ------- | ------- | ------- |
| 268 642 | 267 633 | 265 555 | 264 483 | 263 448 | 259 660 | 256 474 |

Le taux de natalité s'élevait à 11,3 pour mille en 2012 (3 043 naissances) et 10,3 pour mille en 2011 (2 790 naissances) ; le taux de mortalité s'élevait à 12,1 pour mille en 2012 (3 259 décès) et 12,0 pour mille en 2011 (3 235 décès) ; le taux d'accroissement naturel s'élevait à –0,8 pour mille en 2012 et –1,7 pour mille en 2011.

### Structure par âge
0-14 ans : 14.2 %  (19 642 hommes et 18 683 femmes)
15-64 ans : 72.4 %  (89 743 hommes et 105 824 femmes)
65 ans et plus : 13.4 %  (12 498 hommes et 23 648 femmes) (2016, chiffres officiels)

### Nationalités
|            | Recensement de 1897 | Recensement de 1926 | Recensement de 1959 |
| ---------- | ------------------- | ------------------- | ------------------- |
| Ukrainiens | 70,5 %              | 80,7 %              | 79,0 %              |
| Russes     | 24,1 %              | 11,8 %              | 20,0 %              |
| Juifs      | 2,6 %               | 5,5 %               | ?                   |

## Économie

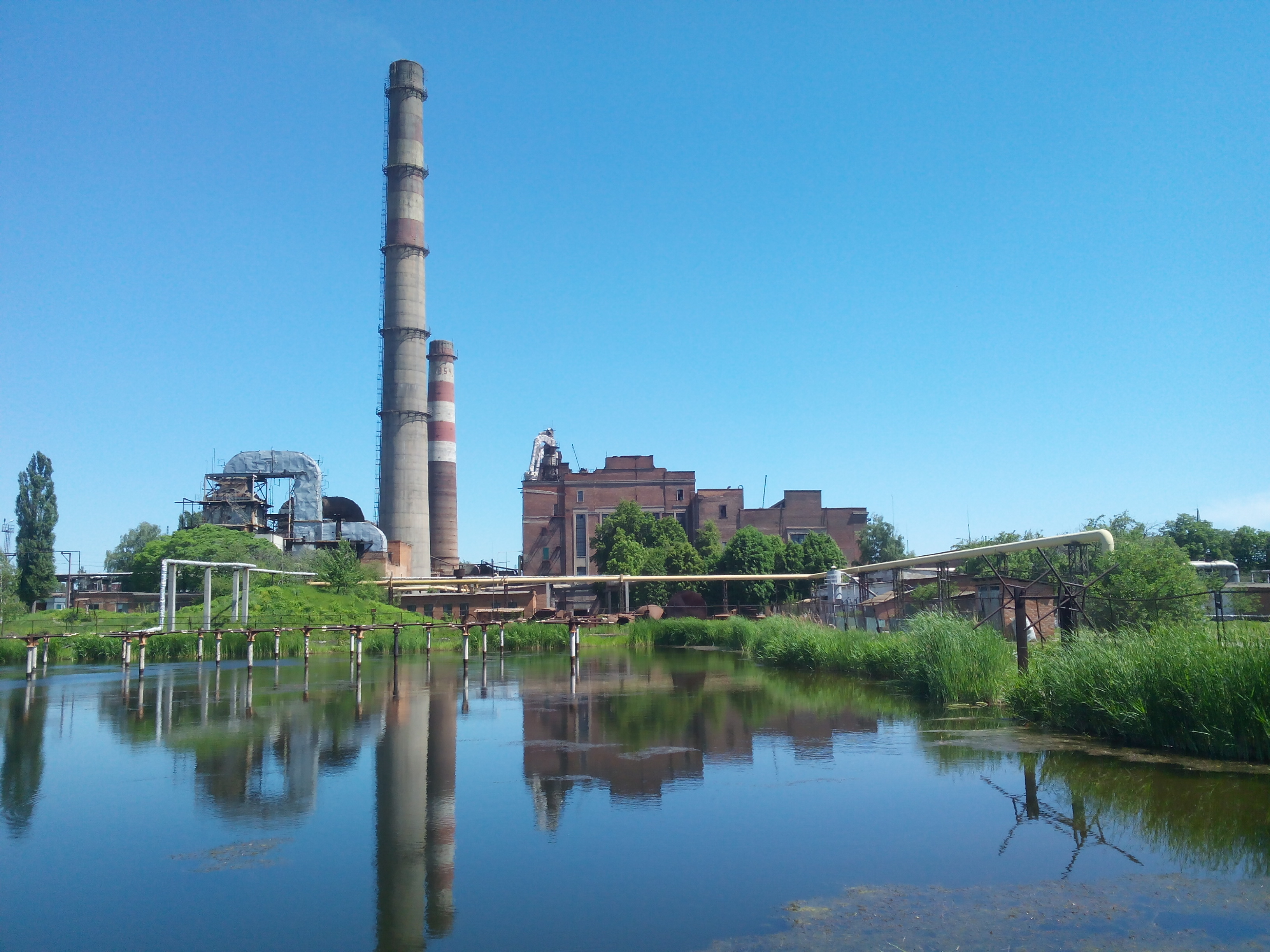
La centrale thermique de Soumy.

Les réserves d'hydrocarbure de la région permettent à la ville d'espérer s'ouvrir vers l'Occident. Les principales entreprises de la ville sont
- la société Soumske machynoboudivne NVO im. M. V. Frounze (en ukrainien : Сумське машинобудiвне НВО iм. М. В. Фрунзе), qui fabrique des machines et équipements pour l'industrie chimique et l'exploitation pétrolière et employait 18 785 salariés en 2007.
- la société SELMI (Soumy ELectronical MIcroscopes) qui fabrique principalement des spectromètres et emploie 1 180 personnes (2007).

## Lieux et monuments
Soumy n'est pas à proprement parler une ville touristique. Elle compte trois églises de culte orthodoxe qui sont très fréquentées, un Musée d'art régional Nikanor Onatsky et deux grands parcs situés de part et d'autre de la rivière. Son centre-ville est piétonnier.
En 1899, après avoir sculpté le monument funéraire de la famille du richissime industriel et mécène ukrainien Ivan Kharitonenko (« roi du sucre »), le sculpteur français Aristide Croisy supervisa, dans les tout derniers mois de sa vie, les travaux du sculpteur russe Alexandre Opekouchine, plus connu pour ses statues de Pouchkine à Moscou et à Saint-Pétersbourg, pour la réalisation de la monumentale statue érigée par souscription publique le 1er octobre 1899, en hommage au même Ivan Kharitonenko.
La cathédrale catholique de la Sainte-Trinité est construite de 1902 à 1914 sur un financement du fils d'Ivan Kharitonenko, le richissime Pavel Kharitonenko.

## Éducation
L'université d'État de Soumy est le principal établissement universitaire de la ville,

## Personnalités
- Lev Kerbel (1917-2003), sculpteur soviétique
- Volodymyr Holubnychy (1936-2021), double champion olympique de marche sportive.
- Dmytro Kouleba (1981-), diplomate ukrainien.
- Oleh Husyev (1983-), footballeur ukrainien

## Jumelages

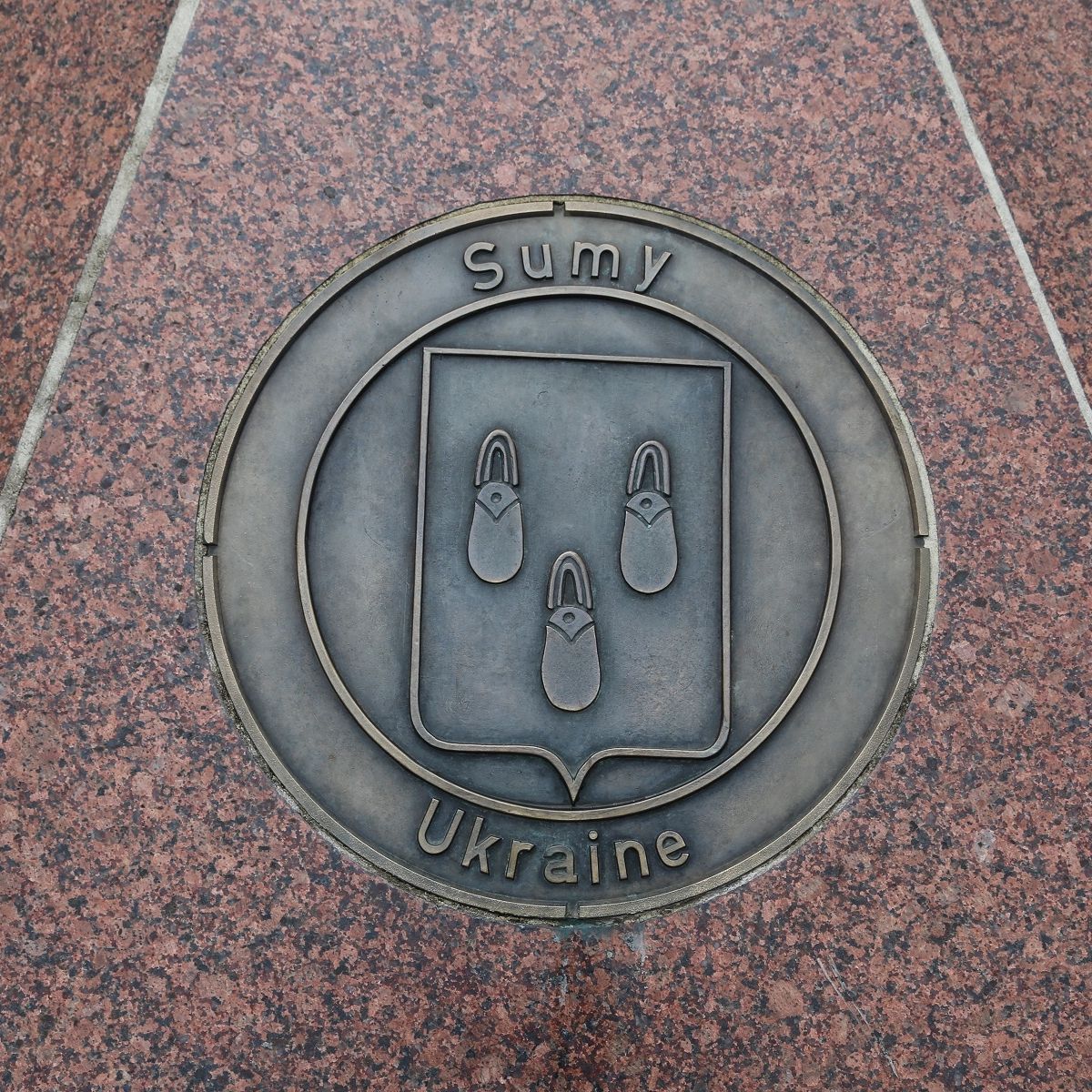
Blason à jumelage avec Celle (Allemagne)

- Vratsa (Bulgarie)
- Celle (Allemagne)
- Lublin (Pologne)
- Gorzów Wielkopolski (Pologne)
- Zamość (Pologne)
- Koursk (Russie)
- Belgorod (Russie)
- Severodvinsk (Russie)